# Borchert
Borchert ist ein deutscher Familienname.

## Varianten
- Borchart, Borcherts, Borgert, Burkert

## Namensträger

### Familienname
- Alfred Borchert (1886–1976), deutscher Veterinärmediziner
- Bernhard Borchert (1863–1945), deutsch-baltischer Maler, Zeichner und Illustrator
- Brigitte Borchert (Brigitte Busch; 1910–2011), deutsche Schauspielerin
- Bruno Borchert († 1945), deutscher Widerstandskämpfer gegen den Nationalsozialismus
- Carsten Borchert (* 1962), deutscher Pädagoge und Politiker (CDU)
- Christian Borchert (1942–2000), deutscher Fotograf
- Dagobert Borchert (1833–1882), preußischer Land- und Regierungsrat
- Eberhard Borchert (* 1941), deutscher Fußballspieler und -trainer
- Eric Borchert (1911–1941), deutschsprachiger Fotograf und Kriegsberichterstatter
- Erich Borchert (1907–1944), deutscher Maler
- Ernst Jürgen Borchert (* 1949), Jurist, deutscher Sozialrichter und Politikberater
- Ernst Wilhelm Borchert (1907–1990), deutscher Schauspieler und Synchronsprecher
- Eva Margarethe Borchert-Schweinfurth (1878–1964), deutsch-baltische Malerin und Grafikerin
- Günter Borchert (* 1946), deutscher Rechtswissenschaftler
- Günter Borchert (Geograph) (1926–2008), deutscher Geograf und Hochschullehrer
- Hans-Dieter Borchert (* 1955), deutscher Fußballspieler und -trainer
- Hans-Hubert Borchert (1944–2014), deutscher Biologe und Hochschullehrer
- Hermann Borchert (1905–1982), deutscher Mineraloge, Bergingenieur und Hochschullehrer
- Hertha Borchert (Hertha Salchow; 1895–1985), deutsche Schriftstellerin
- Jochen Borchert (* 1940), deutscher Politiker
- Johanna Borchert (* 1983), deutsche Jazzmusikerin
- John R. Borchert (1918–2001), US-amerikanischer Geograf
- Jörg Borchert (* 1968), deutscher Energiewirtschaftler und Hochschullehrer
- Julián Borchert (* 1999), deutscher Handballspieler
- Juliane Borchert (* 1989), deutsche Festkörperphysikerin
- Jürgen Borchert (Publizist) (1941–2000), deutscher Schriftsteller, Publizist und Fotograf
- Jürgen Borchert (Jurist) (* 1949), deutscher Jurist, Richter und Politikberater
- Karl Borchert (Schriftsteller), estnischer Schriftsteller
- Karl Borchert (Widerstandskämpfer) (1876–1937), deutscher Widerstandskämpfer
- Karl Borchert (Turner) (1884–nach 1908), deutscher Turner
- Katharina Borchert (* 1972), deutsche Journalistin
- Katrin Borchert (* 1969), deutsch-australische Kanutin
- Lennart Borchert (* 1999), deutscher Schauspieler
- Manfred Borchert (1939–2017), deutscher Wirtschaftswissenschaftler
- Paul Borchert (Bildhauer) (1868–1930), deutscher Bildhauer
- Paul Borchert (Politiker) (1874–nach 1933), deutscher Manager und Politiker (Reichspartei des deutschen Mittelstandes)
- Peter Borchert (* 1973), deutscher Neonazi
- Reinhard Borchert (* 1948), deutscher Sprinter
- Rudolf Borchert (1952–2019), deutscher Politiker (SPD)
- Thomas Borchert (Journalist) (* 1962), deutscher Journalist, Chefredakteur des Fliegermagazins
- Thomas Borchert (Sänger) (* 1966), deutscher Sänger, Schauspieler und Musicaldarsteller
- Till-Holger Borchert (* 1967), deutscher Kunsthistoriker und Autor
- Tom Borchert (* 2005), deutscher Volleyballspieler
- Werner Borchert (1910–1981), deutscher Mineraloge und Hochschullehrer
- Wolfgang Borchert (1921–1947), deutscher Schriftsteller
- Wolfgang Borchert (Schauspieler) (1922–2007), deutscher Schauspieler

### Fiktive Figuren
- Thomas Borchert, Schweizer Rechtsanwalt, siehe Der Zürich-Krimi